# ShopDingDong
ShopDingDong(ショップディンドン、ディンドンは英語で鐘の音を表す擬音・ゴーンゴーンといった意味)はモアイソフトが開発したECサイト用自動注文ツールである。
Windows XP以降のWindowsを搭載したパーソナルコンピュータで動作する。
2010年9月5日に初出のバージョン1.00が公開された。

## 概要
自動注文ツールはECサイトでオンライン販売されている商品の在庫を自動的に監視し、在庫があったらあらかじめ設定した注文方法に従って自動的に注文を完了するツールである。
このようなツールは、入手の困難な人気商品・品薄な商品や、発売前でいつ予約が開始されるか分からない商品を注文する際に特に有効である。
通常、この様な商品をECサイトで注文をするためには、まず商品が入荷するまで何度もECサイトを訪れ入荷を確認しなくてはならない。
また、入荷を確認したら出来るだけ早くに注文を完了する必要がある。
人気商品は入荷と同時に品切れになる可能性が高いからである。
これら、一連の動作を人力で行うのは非常に多くの時間や労力を費やさなければならない。
ShopDingDongを使う利点は、上記の一連の動作を自動化することが出来る点にある。
いつ入荷するか分からない商品をパーソナルコンピュータの前で本人が在庫を確認をする必要がなく、ツールが入荷を監視してくれるのである。
ユーザーはあらかじめ、環境設定で商品注文個数・支払い方法などを設定し、監視しておくことで、外出中や睡眠中などに商品が入荷された場合にも自動的に注文処理を行える。

## 費用
ShopDingDongはフリーウェアとなっており、ユーザーは無料で利用できる。
継続利用もすべて無料であり、商用利用も可能である。
また、当ツールはアフィリエイトを利用している。

## 主な機能
現行バージョンのShopDingDongにおける機能の一例である。
- グラフィカルユーザーインターフェース
- 複数の注文タスクを同時に管理・監視
- 品切れ商品の自動注文機能
- 品切れ商品の入荷チェック
- 入荷時のメール通知
- 任意の通知アラーム再生
- タスクトレイに格納してバックグラウンドで監視
- ECサイトのポイントを利用しての注文
- 商品の選択オプションのある注文への対応。
- 販売期間あり商品へのジャスト注文
- 処理完了後にパーソナルコンピュータをシャットダウン。
- 注文テスト機能で動作をあらかじめチェック可能
- CSVファイルからの注文設定も含めたインポート・エクスポート
- 注文ログの出力
- 注文速度ベンチマーク

## 対応しているECサイト
最新バージョンでは以下のECサイトに対応している。Amazon.co.jpでは監視のみ対応なので注意が必要である。
- セブンネットショッピング
- 楽天ブックス
- 楽天Bic

- 楽天市場

- Amazon.co.jp(監視のみ対応)